# Super Monkey Ball
Super Monkey Ball (яп. スーパーモンキーボール Су:па: Монки: Бо:ру) — компьютерная игра серии Super Monkey Ball, первоначально выпущенная в Японии, для аркадного автомата под названием Monkey Ball (яп. モンキーボール Монки: Бо:ру) в 2000 году. Через год была выпущена для Nintendo GameCube, а позже портирована на N-Gage (по другим данным — это порт игры Super Monkey Ball Jr.) и iOS. В последних двух версиях отсутствует мультиплеер. Разработана Amusement Vision, издана Sega.

## Геймплей
Super Monkey Ball имеет три режима: Основная игра, Вечеринка и мини-игры. Последний разблокируется после прохождения основной игры.

### Основная игра

Айай проходит основную игру, собирая бананы на время

В прозрачных мячах сидят четыре обезьяны. Игроку необходимо дойти до цели через платформы, составляющие весь уровень — так называемый «пол». При движении игрока запускается таймер: на всё даётся шестьдесят или тридцать секунд. Основная игра очень упрощена: управлять нужно только аналоговым стиком. Если стик повернуть в определённую сторону, платформа наклонится. Во время движения по платформам, игрок может собирать бананы. Они дают дополнительные очки или жизнь. Если игрок вылетит за пределы пола, он потеряет жизнь. Есть три уровня сложности: новичок, средний и эксперт. Новичок будет проходить 10 этапов, средний — 30, а эксперт — 50. На каждом из этих уровней сложности игрок может получить доступ к своим дополнительным уровням, но при соблюдении определенных критериев.

### Вечеринка
Режим состоит из трёх игр: «Monkey Race» (рус. Обезьянья гонка), «Monkey Target» (рус. Обезьянья цель) и «Monkey Fight» (рус. Обезьянья битва). В «Monkey Race» обезьяны соревнуются за лучший ранг. Вместе можно играть до четырёх игроков. В «Monkey Target» нужно лететь на своём шаре и приземлиться на одном из трёх островов. «Monkey Fight» — битва обезьян, длящаяся определённое время. Тот, кто получает наибольшее количество очков, выигрывает.

### Мини-игры
Режим разблокируется после прохождения основной игры. Всего три игры: бильярд, гольф и боулинг.

## Оценки и мнения
| Сводный рейтинг       | Сводный рейтинг | Сводный рейтинг | Сводный рейтинг |
| Издание               | Оценка          | Оценка          | Оценка          |
| Издание               | GC              | iOS             | N-Gage          |
| --------------------- | --------------- | --------------- | --------------- |
| GameRankings          | 88,70 %         | N/A             | 62,06 %         |
| Game Ratio            | 88 %            | 6,2/10          | N/A             |
| Metacritic            | 87/100          | N/A             | N/A             |
| MobyRank              | 83/100          | N/A             | N/A             |
| Иноязычные издания    |                 |                 |                 |
| Издание               | Оценка          | Оценка          | Оценка          |
| Издание               | GC              | iOS             | N-Gage          |
| 1UP.com               | N/A             | C               | C+              |
| AllGame               | [ 10 ]          | [ 11 ]          | [ 12 ]          |
| Edge                  | 9/10            | N/A             | N/A             |
| Eurogamer             | N/A             | N/A             | 3/10            |
| GameRevolution        | B+              | N/A             | N/A             |
| GameSpot              | 8,8/10          | N/A             | N/A             |
| IGN                   | 8,3/10          | 4,5/10          | N/A             |
| Nintendo World Report | 9,5/10          | N/A             | N/A             |
| Русскоязычные издания |                 |                 |                 |
| Издание               | Оценка          | Оценка          | Оценка          |
| Издание               | GC              | iOS             | N-Gage          |
| «Страна игр»          | 5,0/10          | N/A             | N/A             |

Игра получила 8,3 из 10 баллов от IGN и 8,8 баллов от GameSpot. Критикам понравилась графика, геймплей, огромное число уровней, но не понравились звук и музыка.
Российский журнал «Страна Игр» оценил игру в 5 баллов из 10, но отметил, что «Super Monkey Ball вышел в нужное время на нужной платформе», и порекомендовал её всем владельцам GameCube в качестве второй игры. Журнал Edge поместил Super Monkey Ball на 44 место в списке «100 лучших игр всех времён».
Версия для N-Gage была оценена в 3 балла из 10 сайтом Eurogamer.
В 2012 году сайт GamesRadar поместил Super Monkey Ball на 15 место в списке «Лучших игр для GameCube всех времён».

## Порты и продолжения
Популярность игры в Японии, Северной Америке и Европе привела к нескольким сиквелам и портам: Super Monkey Ball 2 для GameCube; Super Monkey Ball Deluxe для PlayStation 2 и Xbox, которая включает уровни от обеих игр, выпущенных на GameCube; Super Monkey Ball Jr., выпущенной для Game Boy Advance. Она была разработана по игре Super Monkey Ball, в 2004 году портирована для Nokia; для Nintendo DS эксклюзивно была выпущена Super Monkey Ball Touch & Roll и Super Monkey Ball: Banana Blitz для консоли Wii. Айай, главный герой серии, также фигурирует в Sega Superstars (2004) для PlayStation 2. В 2006 году вышла игра Super Monkey Ball Adventure. Она была разработана компанией Traveller’s Tales для платформ PS2, GameCube и PSP. Sega Super Monkey Ball, Monkey Ball Mini Golf и Super Monkey Ball: Tip 'n Tilt были выпущены для мобильных телефонов. В 2008 году первые две части игры серии Super Monkey Ball были портированы на iPhone и iPad. 9 февраля 2010 была выпущена игра Super Monkey Ball: Step & Roll, в которой для управления используется Wii Balance Board. На новую консоль Nintendo 3DS была выпущена игра Super Monkey Ball 3D.